# Экономика знаний
Эконо́мика зна́ний — высший этап развития постиндустриальной экономики и инновационной экономики, для которой характерны информационное общество или общество знаний; также — следующий этап большого развития экономики и общества передовых стран мира.

## Значение термина
Часто термин экономика знаний используют как синоним инновационной экономики. Однако экономика знаний — высший этап развития инновационной экономики и является базой, фундаментом общества знаний или информационного общества.
1. Экономика знаний — экономика, где основными факторами развития являются знания и человеческий капитал. Процесс развития такой экономики заключен в повышении качества человеческого капитала, в повышении качества жизни, в производстве знаний высоких технологий, инноваций и высококачественных услуг.
2. В социологии: экономика ежедневной технологической революции. 
 Экономика знаний — высший этап развития постиндустриальной экономики и инновационной экономики, а потому в наибольшей степени характерна для самых развитых стран таких как: США, Германия, Великобритания, Республика Корея и Япония.

В литературе существуют и другие определения развитых и будущих обществ и экономики. Следует подчеркнуть, что основным отличием экономики знаний от экономики инноваций является то, что в случае первой знания становятся самоценным товаром, который можно выдвинуть на рынок. В случае последней знания являются необходимым условием создания инноваций, однако главной движущей силой такого вида экономики являются именно новые технологии, постоянное внедрение инновационных способов производства в экономику, продажа и покупка инноваций, технологий.
Кроме того, встречается также употребления как синонима экономике знаний термина "новая экономика". Однако такое допущение нельзя назвать корректным, потому что последний термин является более широким и абстрактным, скорее описывает то состояние современной экономики, при котором материальные товары обесцениваются, а на первый план выходят услуги и использование цифровых технологий. Данное определение приближает это понятие к постиндустриальной экономике, однако не отражает суть экономики знаний.
Сегодня производство знаний и высоких технологий служит основным источником роста экономики в развитых странах.
Главным фактором формирования и развития экономики знаний является человеческий капитал. Одновременно необходим достаточно высокий уровень развития социального капитала.

## Основные признаки и черты экономики знаний
Данный этап экономического развития обладает своими уникальными чертами и признаками, которые отличают его не только от всех предыдущих форм экономики, но также и от постиндустриальной экономики, с которой экономику знаний часто отождествляют.
К характерным признакам становления экономики знаний можно отнести следующее:
1. Знания становятся новым фактором производства наряду с капиталом, землёй и прочими классическими факторами. Знания становятся таким же ресурсом.
2. Генерирование новых знаний становится отдельной принципиально новой отраслью производства, знания становятся товаром.
3. Кодифицированные знания становятся важнейшей составляющей экономического взаимодействия. Под кодифицированным знанием современные учёные понимают чётко структурированное, прикладное знание, которое имеет точное назначение и может быть применено в конкретной сфере производства. Кодифицированное знание гораздо дороже как товар, так как оно выступает не как простой набор информации о том или ином явлении, но как некий набор фактов, который можно применить на практике для оптимизации разного рода процессов.
4. Базой для знаний является развитие информационных и коммуникационных технологий, развитие экономики знаний происходит вследствие прогресса информационного общества.

Исходя из признаков становления экономики знаний, выделяются её следующие черты:
— отсутствие недостатка (ограниченности) ресурсов. Если любая из предыдущих форм экономики базировалась на их ограниченности, то знания (основной товар экономики знаний) не только имеют свойство не заканчиваться (они просто распространяются среди субъектов экономической деятельности), но и являются фактором для дальнейшего производства новых знаний.
— территориальная ограниченность, локализация производства и прочие факторы, связанные с географическим положением теряют свою актуальность, так как основная рыночная деятельность ведётся в виртуальном пространстве, большую роль играют надгосударственные и наднациональные площадки, которых становится сложно подвергать налогообложению и эффективно регулировать.
Помимо всего прочего, экономика знаний устойчива к финансовым кризисам в том аспекте, что даже несмотря на падение стоимости ценных бумаг, крах рыночных систем не доказали несостоятельности теории экономики знаний, напротив, по мере восстановления экономики после падения ценность знаний вновь возрастает, то есть можно говорить о реальном переходе на качественно новый уровень общественного развития.
Одним из важнейших компонентов экономики является фундаментальная наука. Развитие этой сферы также можно назвать отдельным признаком формирующейся экономики знаний и её неотъемлемой чертой одновременно. На основании некоторых исследований можно сделать вывод о том, что в последние десятилетия количество фундаментальных исследований резко возросло, так как множество производств ощущает потребность в новых знаниях для создания новых технологий производства.

## История экономики знаний
По типу экономик и уровню развития различают страны:
- с доиндустриальной экономикой (как правило, страны с сырьевой экономикой или её основной долей);
- с индустриальной экономикой;
- с постиндустриальной экономикой;
- страны со смешанными укладами экономик;
- страны с инновационной экономикой или экономикой знаний (используются также термины: интеллектуальная экономика, новая экономика, информационная экономика, инновационно-информационная экономика и др.).

Основным фактором смены типов экономик и обществ был и остается человеческий капитал (накопленные знания, интеллект, инновации, профессионалы).
Исследователи выделяют ряд факторов, влияющих на становление именно экономики знаний. Всё они в совокупности иллюстрируют качественно новый тип экономического роста, основывающийся на отличных от классических причинах.
1. Позиции страны на глобальной платформе. В современном мире всё большую актуальность набирает именно глобальная межнациональная конкуренция, соперничество между крупными ТНК, поэтому экономическое влияние страны во многом всё больше зависит именно от международного уровня её экономики. Это в целом характерно для постиндустриальной экономической системы.
2. Активное внедрение в производство инновационных технологий. Ускоряющийся технический прогресс, персонализация производства делают прежние индустриальные модели поведения фирм неэффективными. Поэтому важнейшей предпосылкой становления экономики знаний является именно внедрение инноваций, которое не только подготавливает ту или иную страну к переходу на ступень инновационной экономики, но и создаёт основу для её дальнейших качественных изменений.[3]

Развитые страны мира обладают основной долей мирового человеческого капитала. Причем большую часть инвестиций развитые страны осуществляют именно в человеческий капитал. Это дает им решающее преимущество в технологическом и интеллектуальном развитии, а также опережающем росте качества жизни населения.
Человеческий капитал в развитых странах стал главным производительным фактором в создании новейших технологий, развитии производств, повышении их эффективности, опережающем развитии науки, культуры, здравоохранения, безопасности, социальной сферы. Из Докладов ООН о развитии человека следует, что удельный вес человеческого капитала в таких высокоразвитых странах, как США, Финляндия, Германия, Япония, Швейцария и др., составляют до 80% их национального богатства.
Ведущие страны мира создали близкие к оптимальным условия для быстрого и эффективного воплощения идей ученых в конкретные товары и продукты. Именно фундаментальные исследования, повышенные инвестиции в человеческий капитал и порождаемые ими новые прорывные технологии обеспечивают ведущим странам мира их лидерство.

## Инфраструктура экономики знаний
В инфраструктуру экономики знаний входят следующие основные составляющие и драйверы развития:
- эффективные государственные институты, реализующие высокое качество жизни.
- высококачественное образование.
- эффективная фундаментальная наука.
- эффективный научно-технический венчурный бизнес.
- высококачественный человеческий капитал в его широком определении.
- производство знаний и высоких технологий.
- информационное общество или общество знаний.
- инфраструктура реализации и трансфера идей, изобретений и открытий от фундаментальной науки до инновационных производств, и далее — до потребителей.

Для экономики знаний характерны высокий индекс экономической свободы, развитые гражданское общество и демократия, общество знаний.
Пока в наибольшей степени реализовали экономику знаний США и, частично, ведущие страны ЕС.

## Перспективы создания инфраструктуры и точек роста экономики знаний в России
России еще только предстоит постепенно создавать эффективную индустриальную экономику. Процесс индустриализации России, процесс создания эффективной экономики в РФ не завершен. К тому же, утрачены достигнутые в прошлом высокие в мире позиции в науке, образовании, медицине, безопасности и т.д.
Деградировали все составляющие человеческого капитала за последние 20 лет. И это существенно затрудняет развитие России и диверсификацию её экономики, создание эффективных производств с высокой добавленной стоимостью.
Существует несколько практически универсальных и необходимых мер для создания благоприятных условий формирования экономики знаний:
1. Формирование в целом благоприятного инвестиционного климата, в особенности в сферах высоких технологий и развития человеческого капитала.
2. Развитие научной сферы общества как двигателя экономического роста.
3. Поддержание конкуренции во множестве сфер производства для стимулирования внедрения инноваций.
4. Формирование гибкого государственного регулирования, эффективно устраняющего слишком сильные падения в отдельных сферах производства.